# Zeche Heisinger Mulde
Die Zeche Heisinger Mulde in Essen-Heisingen ist ein ehemaliges Steinkohlenbergwerk. Das Bergwerk ist aus der Konsolidation mehrerer zuvor eigenständiger Bergwerke entstanden.

## Geschichte

### Zusammenführung der Bergwerke
In der Zeit vom 13. Mai bis 26. August des Jahres 1880 konsolidierten die Zechen Nottekampsbank II, Vereinigte Flor & Flörchen und Vereinigte Wasserschneppe. Das neu gegründete Bergwerk wurde unter dem Namen Zeche Heisinger Mulde geführt. Grund für die Konsolidation war der Abbau der Kohlenflöze bis ins Muldentiefste. Zu diesem Zeitpunkt war die Zeche Vereinigte Flor & Flörchen bereits außer Betrieb. Grund hierfür war ein starker Wassereinbruch. Die Zeche Vereinigte Wasserschneppe war durch ihren Schacht Franz mit der 2. Tiefbausohle bei einer Teufe von 219 Metern verbunden. Die Zechen Nottekampsbank II und Vereinigte Wasserschneppe waren untertägig bereits durchschlägig, es bestand jedoch keine untertägige Verbindung mit der Zeche Vereinigte Flor & Flörchen. Die Förderung erfolgte in den Schächten Nottekampsbank und Franz, neben Steinkohle wurde auch Kohleneisenstein gefördert. Im Jahr 1881 wurde das Feld von ehemals Vereinigte Flor & Flörchen gesümpft. Im Jahr 1882 wurde mit 351 Bergleuten die maximale Förderung erzielt, sie lag bei 94.988 Tonnen Steinkohle.

### Der weitere Ausbau und Betrieb
Im Jahr 1883 wurde der Schacht Nottekampsbank tiefer geteuft und bei einer Teufe von 303 Metern wurde die 5. Sohle angesetzt, außerdem wurde damit begonnen, den Schacht Franz tiefer zu teufen. Im darauffolgenden Jahr wurde im Schacht Franz bei einer Teufe von −111 Metern NN die 3. Tiefbausohle angesetzt. Die Gewerken ließen einen Querschlag vom Feld Wasserschneppe auffahren. Über diesen Querschlag sollten die Grubenbaue des Feldes Flor & Flörchen gelöst werden. Zum Feld Vereinigte Flor & Flörchen wurde jedoch kein Durchschlag erstellt. Die Anstrengungen, die Grubenbaue von Flor & Flörchen zu entwässern, blieben ohne Erfolg. Am 26. Dezember desselben Jahres fiel im Schacht Franz die Wasserhaltung aus, sodass dadurch die 3. Tiefbausohle absoff. Im Jahr 1885 wurden zunächst noch mit 49 Bergleuten 1709 Tonnen Steinkohle gefördert. In den Folgetagen kam es zu großen Wasserzuflüssen. Zu diesem Zeitpunkt war noch immer kein Durchschlag zwischen den Feldern von Vereinigte Flor & Flörchen und Vereinigte Wasserschneppe erfolgt. Am 7. Januar desselben Jahres wurde die Zeche Heisinger Mulde stillgelegt. Am 22. Januar desselben Jahres war die Grube abgesoffen und am 31. Januar wurde das Konkursverfahren eröffnet. Im Jahr 1887 wechselte der Besitzer des Bergwerks. Zunächst wurde die Gewerkschaft Heisinger Mulde in Gewerkschaft Heisinger Vereinigung umbenannt. Später wurde auch die Zeche Heisinger Mulde umbenannt in Zeche Heisinger Vereinigung.

### Heisinger Vereinigung
Über die Zeit als Zeche Heisinger Vereinigung wird nur sehr wenig berichtet. Zur Berechtsame gehörten die Grubenfelder Franz und Friede II. Das Bergwerk war nach der Umbenennung zunächst außer Betrieb, ob es jemals in Betrieb war, ist nicht ersichtlich. Im Jahr 1889 wurde die Konzession für das Bergwerk den Rheinischen Anthracit-Kohlenwerken zugeschlagen.